# Alessandro Battaglia
Alessandro Battaglia (Roma, 26 aprile 1870 – Roma, 1940) è stato un pittore italiano.

## Biografia

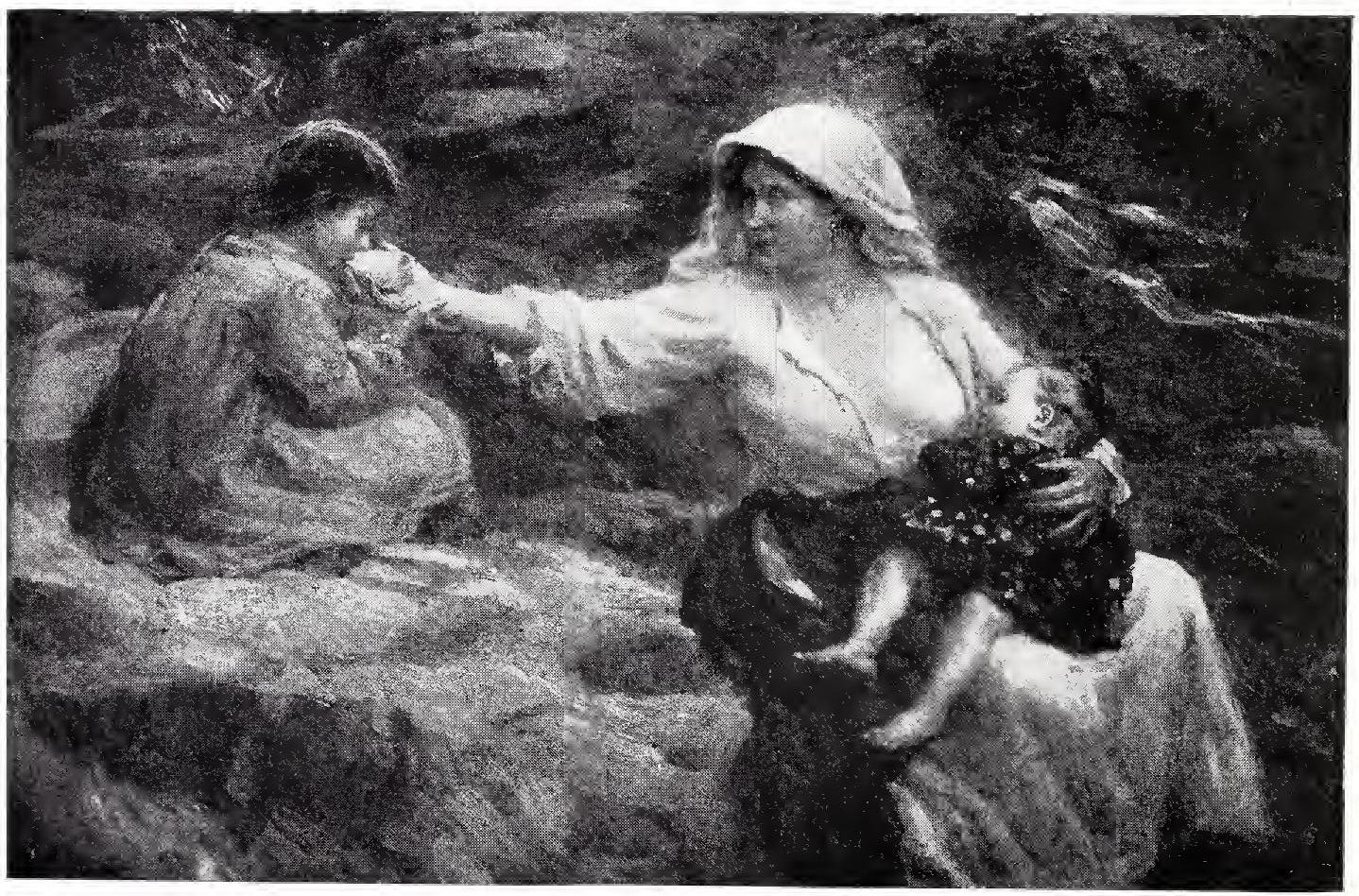
Alessandro Battaglia: Le sorgenti. Opera presentata all'Esposizione nazionale italiana del 1911

Figlio di Clelia Bompiani ed Ercole Battaglia, fu iniziato all'arte dal nonno Roberto Bompiani, ha studiato disegno e completato la sua formazione artistica con i consigli della madre Clelia e dello zio Augusto.
Successivamente, pur legato alla scuola di Cesare Maccari e di Ludovico Seitz, ha seguito con interesse soprattutto il verismo e lo stile drammatico di Domenico Morelli, che lo appassionava col suo colorismo abile e intenso.
Modesto, quasi timido ma sempre sorridente e disponibile egli era in realtà, come scrisse il De Angelis, "uno spirito sempre teso in un'instancabile volontà di superarsi, e di mantenersi sempre al passo con le nuove tendenze che si venivano profilando sull'orizzonte dell'arte."
A soli tredici anni il Battaglia ha partecipato all'esposizione della Società romana Cultori e amatori del 1883, con un convenzionale Ritratto della sorella, prendendo parte in seguito a quasi tutte le esposizioni italiane ed estere, tra cui quella di Berlino del 1896, dove un suo acquerello, Livia, fu acquistato dal museo di Magdeburgo, mentre il grande dipinto Esami finali, di un patetico sentimentalismo alla Toma, fu esposto e venduto a Monaco.
Fino alle soglie del Novecento il Battaglia appare volto ad un naturalismo di impronta michettiana nei numerosi quadri aventi come soggetto contadini e pastorelle: Pastorella del 1893, La Contadinella del 1879 e Le spigolatrici del 1887.
In seguito il Battaglia si è interessato alle ricerche del divisionismo che, nelle sue opere, tuttavia, non trova facile accordo con il luminismo di origine accademica; ne sono esempio Il mattino di primavera, esposto su invito alla IV Biennale di Venezia (1901) e acquistato dalla Galleria Nazionale d'Arte Moderna in Roma, e Contrasti, esposto a Barcellona nel 1902.
Nel 1904 il Battaglia fu tra i fondatori assieme con Enrico Coleman e Onorato Carlandi del Gruppo dei "XXV della campagna romana" che intendevano tornare alla pittura di paesaggio, intesa non in senso accademico, ma come ripresa dal vero di motivi paesistici. Entrò nel gruppo con il soprannome di "vitello marino", per i suoi tratti somatici, dedicandosi ad animate scene dell'Agro romano che amò profondamente e che ritrasse con sentimento e vigore uscendo dal chiuso dello studio per raccogliere le ispirazioni all'ombra dei ruderi degli acquedotti romani e per tradurre le vibrazioni che riceveva dall'"aria aperta".
Paesaggi e motivi campestri sono infatti i soggetti più frequentati in questo periodo della sua produzione, sia su tela sia ad acquerello. Con La Mietitura, Sull'aia, Luisella, Battaglia partecipò alla XXXIV Esposizione degli Acquerellisti romani del 1910; Le sorgenti, fu invece presentato all'Esposizione romana del 1911.
Anche in queste opere il tentativo di costante aggiornamento alle nuove tendenze artistiche appare ostacolato da una concezione formale sostanzialmente accademica e dal persistente interesse per l'opera morelliana; ciò è evidente anche nei suoi ultimi lavori, di cui i più significativi, Convito d'ombre, Ritmo di secoli, La figlia dell'ostessa, ripetono consueti motivi.
Ha insegnato al Liceo Artistico di Roma e pittura all'Accademia di Belle Arti, è stato Accademico di San Luca e consigliere dell'Associazione degli Acquarellisti romani; ha ottenuto premi in numerose Esposizioni: a Roma nel 1893, a Monaco di Baviera nel 1897 e nel 1911, a Senigallia nel 1904, a Barcellona nel 1910 ed a Buenos Aires l'anno seguente.
Ha dipinto sia ad olio sia ad acquerello e la sua versatilità gli ha fatto trattare ugualmente bene il paesaggio (Marina Maccarese, Ponte Mammolo, Capannelle, Campagna romana), il quadro di genere e la figura sempre con un'inflessione patetica e sentimentale (Le sorgenti, Il nido, L'ora del riposo), con notevoli capacità tecniche, grande sincerità creativa e soprattutto con un'assoluta libertà, tanto che paragonava sé stesso ad "una pianta che si volge dove vuole, ma a preferenza, liberamente verso il sole" (Grano, Via Appia Antica, Casale).
Ha illustrato assieme a Onorato Carlandi, Giulio Aristide Sartorio, Raggio, Napoleone Parisani e Ferrari, La Campagna romana di Arnaldo Cervesato con un suggestivo pastello rappresentante Capannelle; nel 1904, sempre assieme a Carlandi, Ferrari e Augusto Bompiani ha illustrato un album ricordo per il Presidente Loubet in visita in Italia.
Massone, fu iniziato nella Loggia di Roma del Grande Oriente d'Italia  "Gian Domenico Romagnosi" il 2 marzo 1921.